# Franck Madou
Franck Madou (* 15. September 1987) ist ein französischer ehemaliger Fußballspieler.

## Karriere
Nachdem er mit 18 Monaten nach Frankreich gekommen war, erlernte Franck Madou in Evry in der Umgebung von Paris das Fußballspielen, später wechselte er ins Ausbildungszentrum von Brétigny. Mit 16 Jahren schließlich spielte der Goalgetter für die Junioren von Martigues, dann von Toulouse, wo er auch sein Debüt in der CFA (4. Division) feierte. «Als sich die Gelegenheit ergab, zögerte ich keinen Moment, mein Glück in der Schweiz zu suchen», erklärt Madou seinen Wechsel im Januar 2006 zum BSC Young Boys. Im Februar 2008 verpflichtete sich Madou, leihweise zum Grasshoppers Club Zürich zu wechseln und im August 2008 wechselte er auf Leihbasis zu FC Biel-Bienne.
2011 wurde der Stürmer vom ukrainischen Verein Sorja Luhansk unter Vertrag genommen. 2012 wechselte er zum FC Wil 1900. Anschließend war er bei Minjor Pernik, ES Sétif, al-Nasr Sports Club, FC Le Mont-sur-Lausanne und Étoile Fréjus-Saint-Raphaël. Von 2015 bis 2017 spielte er bei Sainte-Geneviève Sports. 2017 war er noch bei AZAL PFK Baku für sieben Ligaspiele im Einsatz, danach beendete er seine Karriere.